# Hardun

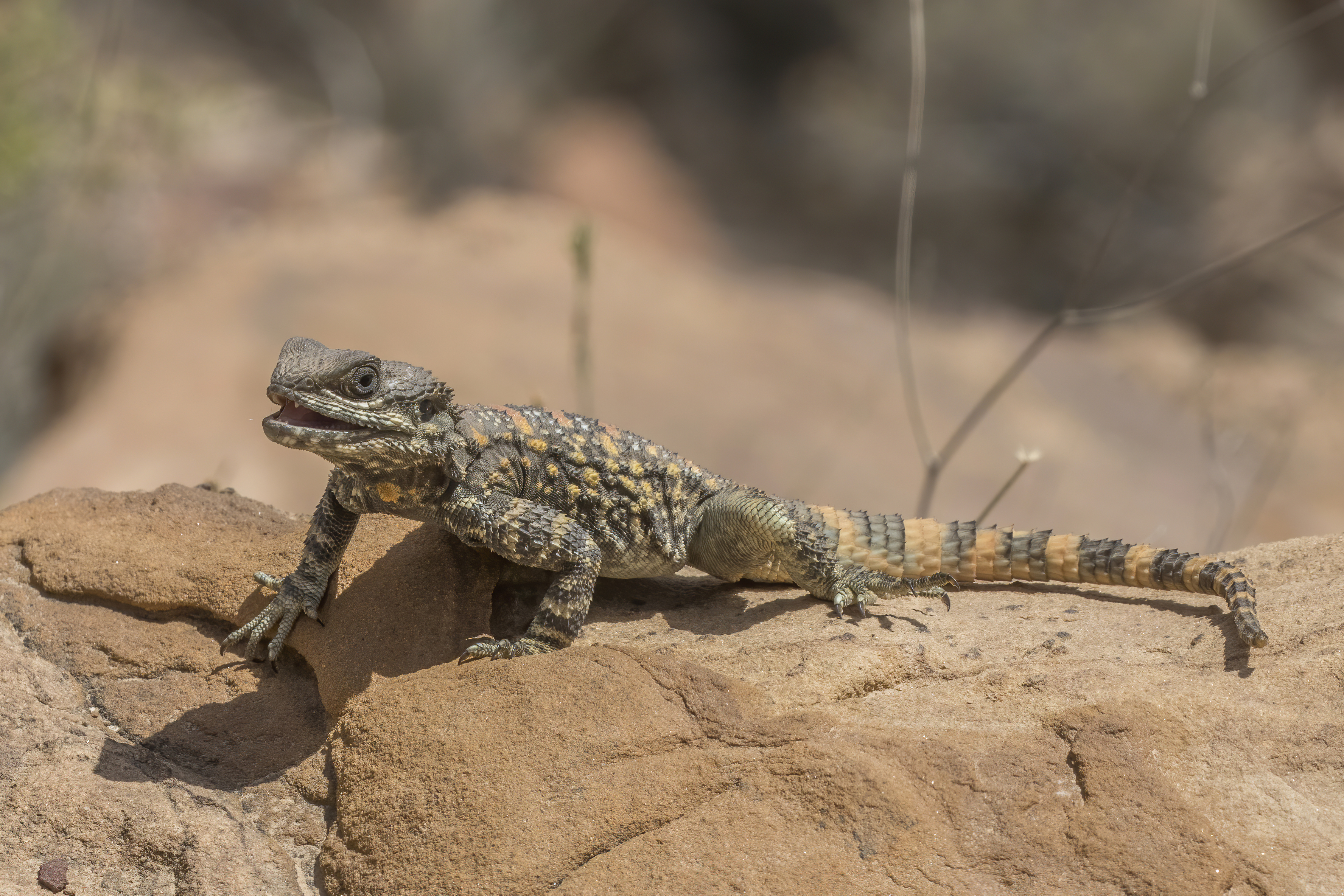
Hardun auf einem Stein

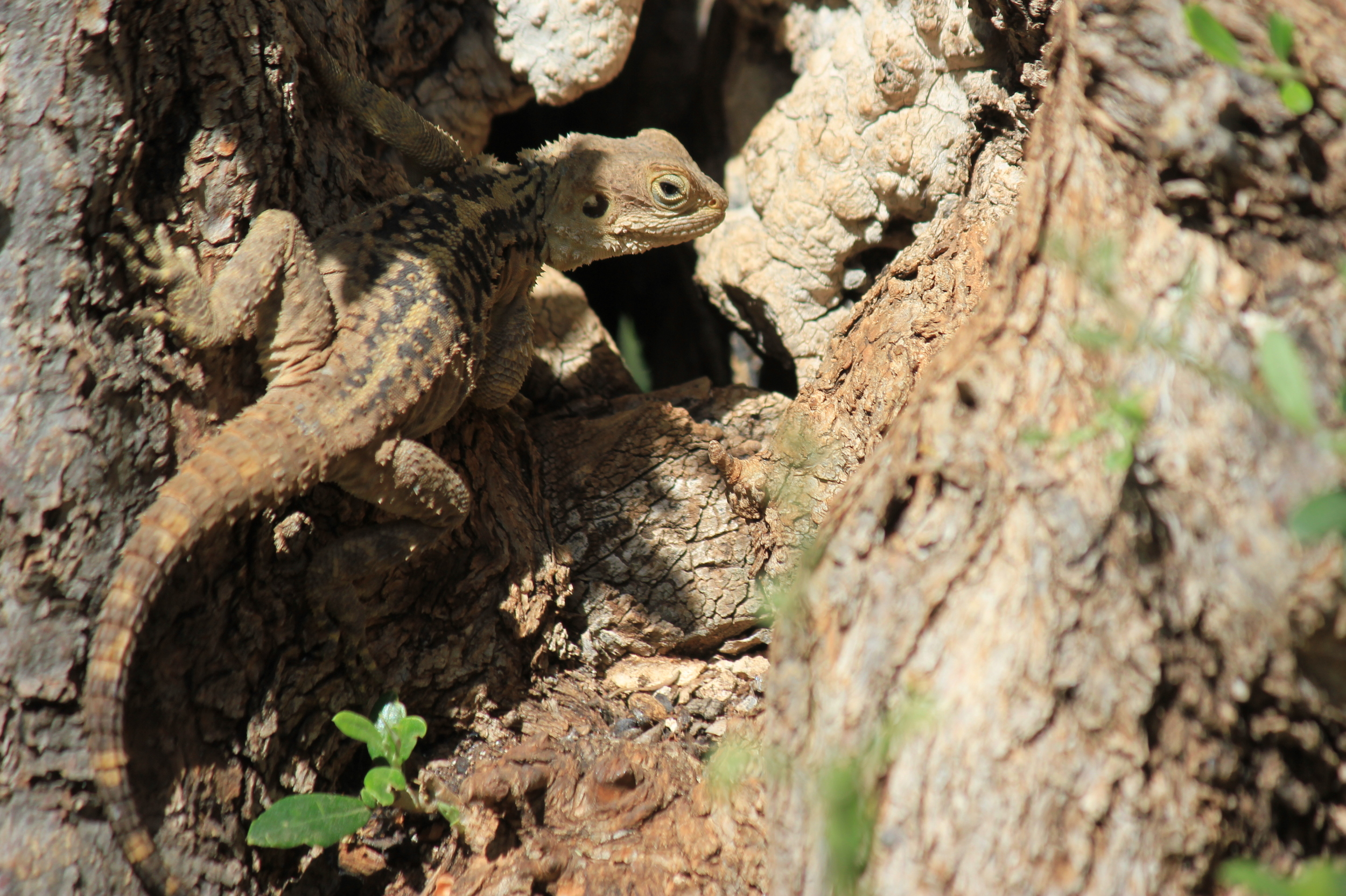
Hardun auf einem Baum

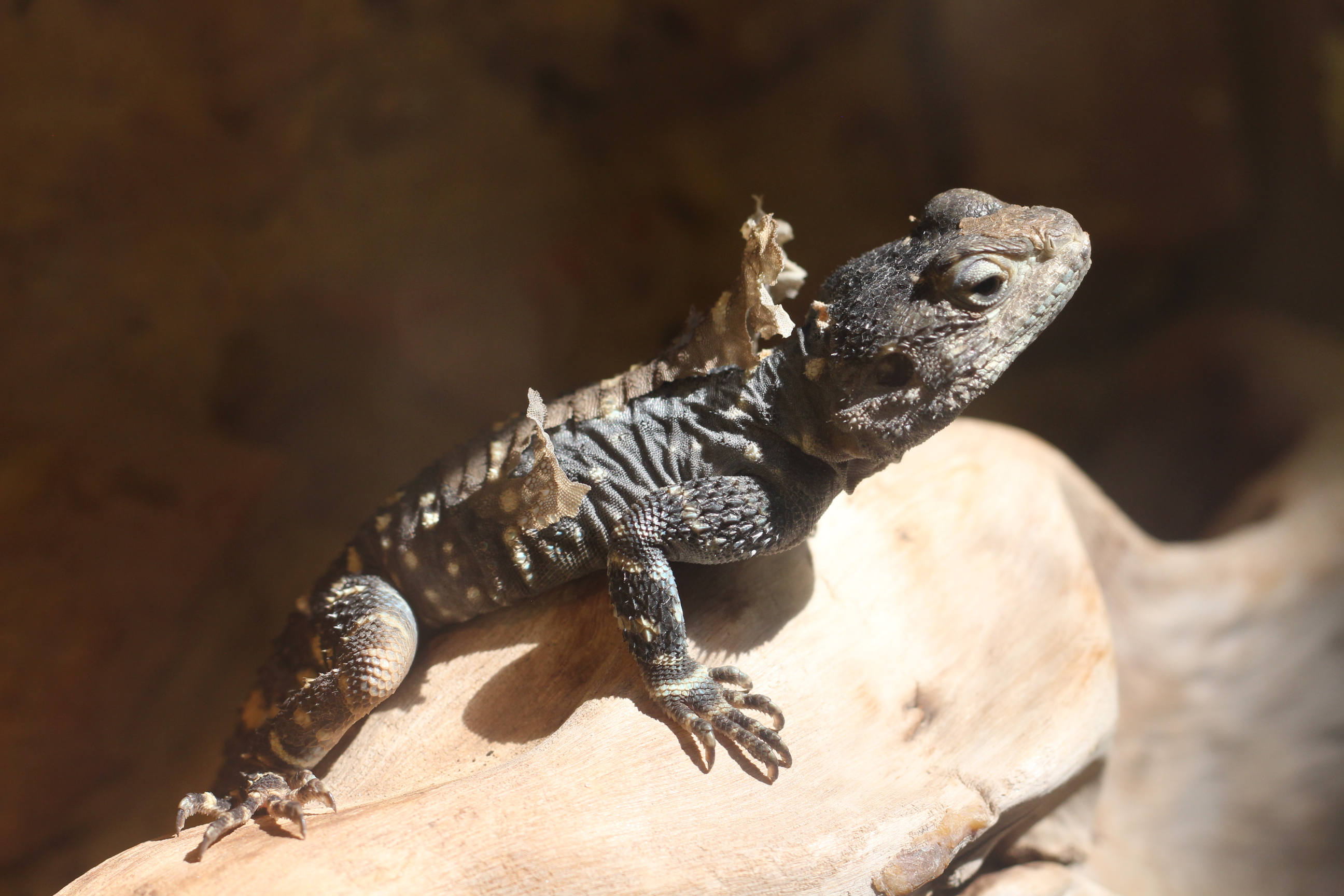
Hardun während der Häutung

Der Hardun (Stellagama stellio, Syn.: Agama stellio, Laudakia stellio), auch Schleuderschwanz genannt, ist eine Echse aus der Familie der Agamen. Sie ist von Griechenland und Zypern über die Türkei bis in den Nahen Osten verbreitet. Der Name Hardun kommt aus dem Arabischen.

## Merkmale
Die Männchen des Harduns werden bis zu 38 Zentimeter lang, die Weibchen 30 bis 35 Zentimeter. Diese Agamen sind auffallend robust gebaut und haben ebenso kräftige, mit langen Krallen bewehrte Gliedmaßen. Ihre Oberseite ist mit stark gekielten (dornigen) Schuppen besetzt, besonders in der Nähe der Trommelfelle, im Bereich der Kiefer sowie am Schwanz und an den Beinen. Die Männchen weisen außerdem eine Reihe verdickter Schuppen vor der Kloake und eine doppelte Längsreihe davon über dem Bauch auf. Der wirtelartig bestachelte Schwanz macht etwa zwei Drittel der Gesamtkörperlänge aus. Die Rückenfärbung erscheint hell- bis dunkelgrau, braun oder – bei starker Besonnung – sogar fast schwarz. Die Zeichnung ist unregelmäßig; oft sind auf dem Rücken hellgelbliche, fast rhombische Flecken vorhanden und am ganzen Rumpf helle Sprenkel. Die Unterseiten von Bauch und Gliedmaßen sind gelblich; die Kehle ist dunkel gefleckt. Die Zeichnung des Schwanzes wird durch einen Wechsel von dunklen und hellen Ringen bestimmt. In der Paarungszeit sind die Männchen recht auffällig rötlich oder orange gefärbt.

## Verbreitung
Der Hardun ist im Nahen Osten und in Teilen Südosteuropas verbreitet. Im Einzelnen gehören das nördliche Saudi-Arabien, der Irak, SW-Syrien, Süd-Libanon, Israel, Jordanien, die Sinai-Halbinsel und Nordägypten, das türkische Anatolien, Zypern und Griechenland mit Zentralmakedonien und einigen seiner Inseln in der Ägäis zum  Verbreitungsgebiet. Damit ist der Hardun die einzige auch in Europa beheimatete Agamenart. Die Bestände in Nordgriechenland, auf Korfu, Malta sowie um das ägyptische Alexandria beruhen allerdings auf Einschleppungen durch den Menschen.

## Lebensweise und Fortpflanzung
Der wärmebedürftige Hardun bevorzugt felsige Regionen mit starker Sonneneinstrahlung sowie entsprechende Gebäude, Ruinen und Steinmauern. Zudem kommt er an Baumstämmen lichter Haine vor. Auf ihren erhöhten Sitzwarten fallen die Tiere oft durch Kopfnicken auf. Selbst Luft- und Bodentemperaturen von 60 °C werden toleriert – andere Reptilien suchen in der Mittagshitze meist Schattenplätze auf. Dem Menschen gegenüber ist die Art sehr scheu. Wehrhaft reagieren Exemplare, wenn sie trotz ungestümer Flucht gestellt und gefangen werden, indem sie kratzen und kräftig zubeißen. Zu den natürlichen Feinden gehören große Natternarten sowie Hauskatzen.
Die bevorzugte Nahrung der Hardune besteht aus Grillen, Käfern und Heuschrecken, aber auch kleinere Eidechsen und Jungmäuse fallen dem Schleuderschwanz zum Opfer. Auch Pflanzenteile sind gelegentlich Bestandteil der Nahrung.
Hardune leben meist in Gruppen mit einem dominanten Männchen, einigen rangniederen Männchen, mehreren Weibchen und halbwüchsigen Jungtieren. Die Weibchen werden in der Regel alle von dem ranghöchsten Männchen begattet und legen später je acht bis zehn Eier.

## Unterarten
- Stellagama stellio brachydactyla (Haas, 1951); Jordanien, Saudi-Arabien, nördlicher Sinai und südliches Israel.
- Stellagama stellio cypriaca (Daan, 1967); Zypern
- Stellagama stellio daani (Beutler & Frör, 1980); Makedonien, zentrale Kykladen, Saloniki, Inseln der Ägäis und an der Küste der Türkei.
- Stellagama stellio picea (Parker, 1935); Wüsten mit schwarzer Lava in Jordanien, Syrien und Saudi-Arabien.
- Stellagama stellio salehi Werner, 2006; südlicher Sinai und der äußerste Süden Israels.
- Stellagama stellio stellio (Linnaeus, 1758); Griechenland, verschiedene Inseln der Kykladen, Türkei, Syrien, Libanon, mittleres und nördliches Israel und westliches Jordanien.
- Stellagama stellio vulgaris (Sonnini & Latreille, 1802); nordöstliches Ägypten um Alexandria und Kairo, möglicherweise auch die Sinaiküste.

## Gefährdung und Schutzmaßnahmen
Diese Art ist weit verbreitet und kommt auch in verschiedenen Schutzgebieten vor. In Israel ist sie generell geschützt. Daher stuft die IUCN den Hardun als potenziell gefährdet (Least Concern) ein. 
In Ägypten gibt es Gefährdungen durch nicht regulierte Wildfänge für den Zoohandel und durch den Habitatsverlust beim Ausbau der Küstenzonen.